# Tempestade tropical severa Kompasu (2021)
A tempestade tropical severa Kompasu, conhecido nas Filipinas como tempestade tropical severa Maring foi um ciclone tropical mortal e destrutivo que afetou as Filipinas, Taiwan e o sudeste da China. Foi a trigésima-terceira depressão tropical e a décima-oitava tempestade nomeada da temporada de tufões do Pacífico de 2021.
Ele originou-se de uma área de baixa pressão a leste das Filipinas em 6 de outubro de 2021. A Agência Meteorológica do Japão (JMA) classificou como uma depressão tropical naquele dia. Um dia depois, a Administração de Serviços Atmosféricos, Geofísicos e Astronômicos das Filipinas (PAGASA) classificou-a como uma depressão tropical, batizando-a de Maring. O ciclone foi inicialmente muito desorganizado, competindo com outra tormenta, a depressão tropical Nando. Eventualmente, Maring se tornou dominante, absorvendo Nando e o JMA a reclassificou como uma tempestade tropical, chamando-a de Kompasu . Kompasu atingiu Cagayan, Filipinas, em 11 de outubro de 2021 e, dois dias depois, a tempestade atingiu Hainan, China. O ciclone se dissipou em 14 de outubro de 2021 enquanto estava localizado sobre o Vietnã .
De acordo com o Conselho Nacional de Gestão e Redução de Risco de Desastres (NDRRMC), 43 pessoas morreram na tempestade nas Filipinas, com 17 desaparecidos. Os danos são estimados em $ 6,4 bilhões (US $ 127 milhões). Em Hong Kong, uma pessoa morreu e 21 pessoas ficaram feridas. A tempestade afetou muitas áreas anteriormente afetadas pela tempestade tropical Lionrock alguns dias antes. De acordo com a Aon Benfield, as perdas económicas fora das Filipinas totalizaram 118 milhões de dólares, com um total de 245 milhões de dólares em perdas económicas.

## História da tormenta
Às 18:00 UTC de 6 de outubro de 2021, a JMA observou que uma área de baixa pressão inserida em uma grande circulação de monção havia se formado ao norte de Palau. O sistema evoluiu para uma depressão tropical às 00:00 UTC do dia seguinte. Às 09:00 UTC (17:00 PHT) em 7 de outubro, PAGASA começou a emitir seu primeiro boletim para a depressão, e atribuiu-lhe o nome de Maring. O JMA também notou a persistência de outra depressão tropical próxima ao Nordeste, mais tarde chamada de Nando . Por estar inserido na mesma depressão monção e devido à sua proximidade, Nando começou a se fundir com Maring, formando uma circulação bastante ampla e grande com um diâmetro de 1900km, batendo Lekima de 2007 por 200km. Isso levou o JMA a atualizar o sistema geral para uma tempestade tropical e foi batizado de Kompasu . No entanto, naquela época, o JTWC ainda considerava o sistema como dois distúrbios separados e emitiu TCFAs separados no final do dia para ambas as depressões, embora observando a possibilidade de fusão. O JTWC mais tarde considerou todo o sistema como mesclado com seu primeiro aviso para o Kompasu. À meia-noite de 11 de outubro, o JMA a atualizou para uma tempestade tropical severa, pois ela atingiu boas características de nuvem. Às 12h10 UTC (20:10 PHT) em 11 de outubro, Kompasu atingiu a ilha Fuga, Cagayan, como uma forte tempestade tropical. Às 05:00 PHT de 13 de outubro (21:00 UTC de 12 de outubro), o PAGASA emitiu o seu boletim final ao sair do PAR e prosseguir em direção a Hainan. Entre 03:00 e 09:00 UTC de 13 de outubro, Kompasu atingiu a costa leste de Hainan. Às 18:00 UTC, o JMA rebaixou-o para uma tempestade tropical, pois cruzou a ilha inteira e entrou no Golfo de Tonkin, pois sua convecção enfraqueceu rapidamente devido ao terreno acidentado da ilha. Às 09:00 UTC do dia seguinte, o JTWC emitiu seu aviso final seguido de rebaixamento para uma depressão tropical, pois sua convecção havia diminuído e o centro de circulação de baixo nível estava significativamente enfraquecido devido ao aumento do cisalhamento do vento vertical e do ar seco, apesar de não atingir o norte do Vietnã. O JMA emitiu seu aviso final após rebaixá-lo para uma depressão tropical às 18:00 UTC.

## Preparações e estragos

### Filipinas
Cerca de 2 mil pessoas foram evacuadas por precaução. Em 12 de outubro de 2021, os governos de Baguio, Ilocos Sur e Pangasinan cancelaram as aulas e suspenderam o trabalho em repartições públicas. De acordo com o Conselho Nacional de Gestão e Redução de Risco de Desastres (NDRRMC), a tempestade afetou mais de 567 mil pessoas da Região de Ilocos, Vale Cagayan, Mimaropa, Luzon Central e Região Administrativa da Cordilheira em Luzon, bem como Caraga em Mindanao . A região metropolitana de Manila, a capital nacional, também foi afetada. O Departamento de Obras Públicas e Rodovias informou que 15 estradas nacionais e rodovias em todo o país estavam intransitáveis devido a enchentes atribuídas a Maring (Kompasu) e à depressão Nando. O NDRRMC informou que um total de 40 pessoas morreram e 17 estão desaparecidas. Cinco pessoas ficaram feridas. Dos mortos, nove pessoas morreram em deslizamentos de terra em Benguet e cinco morreram em enchentes em Palawan. Em La Trinidad, Benguet, três crianças morreram depois que um deslizamento de terra enterrou sua casa. Em Cagayan, foram relatadas quedas de energia. Por volta de 200 pessoas foram evacuadas. Duas pessoas morreram após serem arrastadas pelas enchentes e dez pessoas foram resgatadas de casas inundadas. O Gabinete do Vice-Presidente enviou dois esquadrões para socorrer os atingidos pelo furacão nas províncias de La Union, Cagayan, Isabela e Benguet. De acordo com o NDRRMC, os danos são estimados em $ 3,85 bilhões (US $ 75,7 milhões). O governo das Filipinas também distribuiu $ 17,94 milhões (US $ 353.418) em itens de recuperação para as pessoas afetadas pela tempestade.

### China
Em 13 de outubro de 2021, fortes chuvas afetaram as províncias de Zhejiang, Fujian, Guangdong e Hainan . Em Guangdong, um total de 30 cidades e condados suspenderam as aulas, o maior desde o tufão Mangkhut em 2018. A chuva forte atingiu Shenzhen, onde canteiros de obras e atrações turísticas foram fechadas. O Porto Yantian, um dos portos mais movimentados do mundo, foi fechado, causando um congestionamento marítimo.

#### Hong Kong
O Observatório de Hong Kong (HKO) emitiu o sinal de vendaval ou tempestade nº 8 durante a aproximação de Kompasu, e o manteve em vigor por mais de 23 horas. Este foi o sinal nº 8 mais longo já registrado, batendo o recorde da tempestade tropical Lionrock três dias antes. Ventos com mais de 70 km/h foram geralmente registrados nas áreas costeiras, com rajadas superiores a 100 km/h (62 mph) em algumas áreas. O governo abriu 24 abrigos, para os quais 255 pessoas fugiram durante a tempestade. O HKO registrou ventos sustentados de 120 km/h (75 mph) a medida que o centro da tormenta passava. Foram 72 árvores caídas e 10 registros de inundações. Uma pessoa morreu e 21 pessoas ficaram feridas.

#### Hainan
As autoridades em Hainan fecharam três portos, e todas as escolas foram fechadas em Haikou . Árvores foram derrubadas em Hainan, com os bombeiros retirando os destroços das estradas. A tempestade foi a mais forte a atingir a ilha em cinco anos.

### Noutros lugares
O Departamento Central de Meteorologia emitiu avisos sobre fortes chuvas nas partes norte e leste de Taiwan. Chuvas fortes foram relatadas em várias áreas, incluindo a área metropolitana de Taipei-Keelung. O Departamento Meteorológico da Tailândia divulgou previsões de chuvas pesadas para a região do Alto Isan, mas as chuvas diminuíram à medida que a tempestade rapidamente perdia força após sua chegada no Vietnã.

## Nome aposentado
Após a época, o PAGASA anunciou que o nome Maring seria retirado da sua lista de nomes de tufões depois de ter causado ₱ mil milhões de danos e que deixaria de ser utilizado no futuro. Em 21 de março de 2022, o PAGASA escolheu o nome Mirasol como substituto para a temporada de 2025.
No início de 2023, o Comitê do tufão anunciou que o nome Kompasu, juntamente com outros dois, será removido das listas de nomes. N primavera de 2024, o nome foi substituído por Tokei, que significa relógio (Horologium) para as estações futuras.